# Man of the Woods
Man of the Woods (en español: El hombre del bosque) es el quinto álbum de estudio del músico estadounidense Justin Timberlake, el cual fue lanzado al mercado el 2 de febrero de 2018 a través del sello discográfico RCA Records.
Su primer sencillo, «Filthy», fue lanzado el 5 de enero de 2018.

## Antecedentes
Los dos últimos álbumes de estudio de Justin Timberlake salieron al mercado el mismo año. The 20/20 Experience y The 20/20 Experience (2 of 2) fueron lanzados en marzo y en septiembre de 2013, respectivamente. A nivel mundial, ambos discos vendieron seis millones de copias y le valieron a Timberlake dos premios Grammy, entre otros reconocimientos. Después de concluir la gira promocional de estos álbumes en enero de 2015, Timberlake participó ocasionalmente en programas de televisión, ceremonias de premios y diversos festivales de música.
Al año siguiente, prestó su voz al personaje principal de la película animada Trolls. Como parte de este proyecto, Timberlake también fue el productor ejecutivo de la banda sonora. «Can't Stop the Feeling!», el sencillo principal del disco Trolls: Original Motion Picture Soundtrack, fue interpretado por el propio Timberlake y se convirtió en un éxito comercial. La canción fue la más vendida en los Estados Unidos durante el 2016, registrando 3,1 millones de descargas digitales. Además, el tema recibió un Grammy y fue nominado a un Globo de Oro y a un premio Óscar.
Desde el lanzamiento del sencillo «Can't Stop the Feeling!» en mayo de 2016, Timberlake dio pistas sobre su próximo álbum de estudio a través de la prensa. En una entrevista concedida a Carson Daily para la radioemisora KAMP-FM, el intérprete confirmó que se encontraba trabajando en música nueva, pero no dijo cuándo la publicaría. Más adelante, en febrero de 2017, el intérprete declaró a The Hollywood Reporter que su nuevo material consistirá en «música sureña», pero con sonidos modernos. Posteriormente, en un reportaje de la revista Variety, Justin confirmó la colaboración del productor Pharrell Williams y se refirió al contenido de su futuro álbum:

I wouldn't say [my new material] is the antithesis of '20/20,' but it does sound more singular. If '20/20' sounded like it literally surrounds your entire head, this stuff feels more like it just punches you between the eyes.
No diría que [mi nuevo material] es la antítesis de '20/20', pero suena más singular. Si '20/20' sonaba literalmente como envolviendo tu cabeza, esto se siente más como si te golpeara justo entre los ojos.
Justin Timberlake.

El 27 de noviembre de 2017, el productor Timbaland aseguró que ya había terminado las canciones del próximo disco de Timberlake, el cual sería lanzado a tiempo para aprovechar la publicidad generada por la participación de este en el espectáculo de medio tiempo del Super Bowl LII en febrero de 2018.
A fines de noviembre de 2017, fotografías de Timberlake grabando un video musical fueron difundidas en Internet. En el clip participó la actriz mexicana Eiza González.
El 18 de diciembre de 2017, el sitio TMZ.com informó que Justin Timberlake había registrado dos frases como marcas comerciales. Según TMZ, la primera frase, «Man of the Woods» (‘El hombre del bosque’), sería el título del álbum, mientras que la segunda, «Fresh Leaves» (‘Hojas frescas’), sería el nombre del primer sencillo (aunque meses después se supo que esta marca correspondía a una línea de ropa que Timberlake lanzó junto a Levi's). Días después de difundirse esta noticia, Marie-Jo Morin, la asistente de dirección musical de la radioemisora canadiense The Beat 92.5, publicó en Twitter que el nuevo sencillo de Timberlake saldría al aire el 5 de enero de 2018. No obstante, horas después, al viralizarse este comentario, Morin eliminó su cuenta.
El 30 de diciembre de 2017 se confirmó la gira promocional del disco Man of the Woods cuando el sitio web de Ticketmaster publicó por error los datos del concierto que Timberlake ofrecería el 13 de marzo de 2018 en Ontario, Canadá. Minutos después, Ticketmaster eliminó la información.

## Inspiración
De acuerdo a Timberlake, este es un álbum personal que está inspirado en sus raíces y en su familia. De hecho, el título del álbum, Man of the Woods (‘El hombre del bosque’), es un tributo a su hijo Silas, cuyo nombre significa ‘viviendo en el bosque’. La voz de Silas Timberlake también está presente en la canción «Young Man», la última del álbum.

## Lanzamiento

El logotipo del álbum consiste en un monograma formado por las letras M O T W.

El 30 de diciembre de 2017, el sitio web oficial de Timberlake publicó una imagen con el logotipo de su nuevo álbum, que consiste en la superposición de las letras M O T W (Man of the Woods). El 2 de enero de 2018, el cantante anunció a través de sus redes sociales la fecha de lanzamiento de su disco: el 2 de febrero de 2018. Al mismo tiempo, confirmó la publicación del primer sencillo —titulado «Filthy»— para el día 5 de enero. Entre el anuncio del álbum y la participación de Timberlake en el Super Bowl, cuatro videos musicales fueron publicados, uno cada semana.
Para promocionar Man of the Woods, RCA Records usó una estrategia similar a la utilizada con The 20/20 Experience: comercializar una edición de lujo exclusivamente en la cadena de tiendas Target. Esta versión del álbum contenía una portada diferente, un afiche y un código para descargas digitales. También en Target estuvo disponible el álbum en formato vinilo.

## Recepción de la crítica
Man of the Woods recibió críticas mixtas de los especialistas en música. En el sitio web Metacritic (que asigna un puntaje máximo de 100) recibió 55 puntos considerando 29 reseñas profesionales. Entertainment Weekly fue el que le dio el máximo puntaje (75) y dijo: «Es una bolsa de sorpresas de estilos y tablas de humor sónicas... Timberlake ahora parece contento de montar su propia ruta escénica, tan alegre e incognoscible como siempre lo ha sido». Greg Kot, de Chicago Tribune, calificó el álbum con un 50 y añadió: «Con demasiada frecuencia, Timberlake suena a la deriva».

## Gira
Después de haberse anunciado que Timberlake encabezaría el espectáculo de medio tiempo del Super Bowl LII, la prensa comenzó a especular el posible anuncio de una gira posterior a la actuación, estrategia que ya habían seguido artistas como Lady Gaga y Beyoncé en las dos ediciones anteriores del evento. Dichas especulaciones partieron de un error cometido por el sitio web de Ticketmaster, donde se añadió un concierto programado para el 13 de marzo de 2018 en la ciudad de Toronto, Canadá. El 8 de enero de 2018, Timberlake anunció oficialmente la gira, la cual daría inicio el 13 de marzo de ese año en Toronto, como se había filtrado previamente. Inicialmente, fueron reveladas 25 fechas para Norteamérica.

## Lista de canciones
La lista de canciones del álbum fue publicada por Timberlake en sus redes sociales el 5 de enero de 2018.

| N.º | Título                                | Duración |  |
| 1.  | «Filthy»                              | 4:53     |  |
| 2.  | «Midnight Summer Jam»                 | 5:12     |  |
| 3.  | «Sauce»                               | 4:05     |  |
| 4.  | «Man of the Woods»                    | 4:03     |  |
| 5.  | «Higher, Higher»                      | 4:18     |  |
| 6.  | «Wave»                                | 4:24     |  |
| 7.  | «Supplies»                            | 3:45     |  |
| 8.  | «Morning Light» (con Alicia Keys)     | 4:03     |  |
| 9.  | «Say Something» (con Chris Stapleton) | 4:39     |  |
| 10. | «Hers (Interlude)»                    | 1:01     |  |
| 11. | «Flannel»                             | 4:49     |  |
| 12. | «Montana»                             | 4:39     |  |
| 13. | «Breeze off the Pond»                 | 4:11     |  |
| 14. | «Livin' off the Land»                 | 4:53     |  |
| 15. | «The Hard Stuff»                      | 3:15     |  |
| 16. | «Young Man»                           | 3:45     |  |